# Марітіму
«Марітіму» (порт. Marítimo) — португальський футбольний клуб із Фуншала (Мадейра), заснований у 1910 році. Виступає у лізі Сагреш. У 2011 році міжнародна федерація футбольної історії та статистики надала клубу п'яте місце в списку найкращих португальських команд століття. Також цей статус підтвердив, що «Марітіму» є найкращим спортивним клубом на острові Мадейра в 21-му столітті.

## Історія
Заснований був 1910 року в місті Фуншал, що на острові Мадейра. Кольорами клубу були обрані червоний і зелений — кольори республіканського прапора Португалії, на противагу іншій місцевій команді Club Sports da Madeira, що виступала в монархічних кольорах — біло-блакитних.

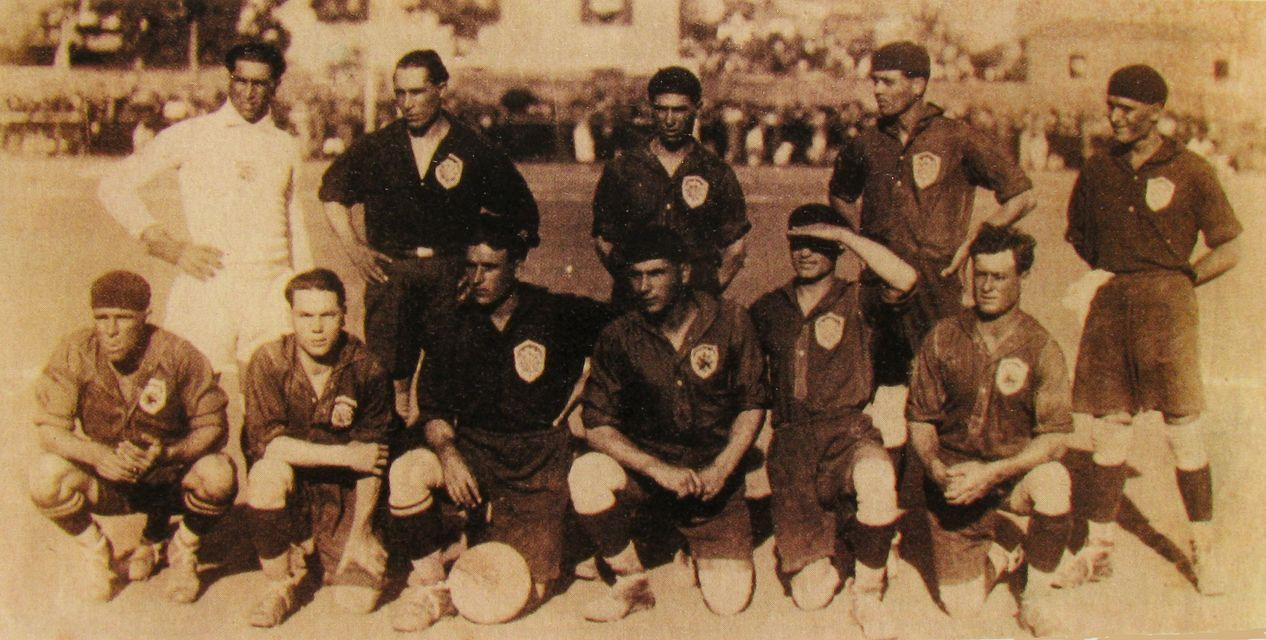
Склад команди у чемпіонському сезоні 1925/26.

Вихованцями клубу є багато відомих гравців, які ставали зірками в провідних клубах Європи. До їх числа можна віднести Пепе, Данні та інших. Від часу свого заснування клуб бере участь у національному чемпіонаті Португалії, проте серйозний титул він завоював лише раз в історії. Цим трофеєм став Кубок Португалії в 1926 році.
Дебют Марітіму в єврокубках відбувся в першому раунді Кубка УЄФА 1993/1994, в якому португальський клуб відразу поступився «Антверпену» (2:2 і 0:2) і покинув ткрнір.
У сезоні 1994/95 команда вийшла у фінал розіграшу Кубка Португалії, де поступилася лісабонському «Спортингу». 2001 року команда знову стала фіналістом розіграшу національного кубка, але цього разу зазнала поразки від «Порту».
У сезоні 2012/13 «Марітіму» досягло найвищого результату в єврокубках, взявши участь в груповому раунді Ліги Європи 2012/13, де португальці протистояли «Бордо» (1:1 і 0:1), «Ньюкасл Юнайтед» (0:0 і 1:1) і «Брюгге» (2:1 і 0:2) і фінішували на третьому місці.

## Досягнення
- Другий дивізіон
  - Переможець: 1976—1977, 1981—1982, 1984—1985

- Кубок Португалії
  - Володар: 1925—1926
  - Фіналіст: 1994—1995, 2000—2001

- Кубок португальської ліги
  - Фіналіст: 2014–15, 2015–16

- 35-разовий чемпіон Мадейри
- 25-разовий володар Кубка Мадейри

## Виступи в єврокубках
Станом на 24 серпня 2017.
| Сезон   | Змагання    | Раунд         | Країна               | Клуб            | Вдома | В гостях | В сукупності | КУ  |
| ------- | ----------- | ------------- | -------------------- | --------------- | ----- | -------- | ------------ | --- |
| 1993–94 | Кубок УЄФА  | 1             | Бельгія              | Антверпен       | 2–2   | 0–2      | 2–4          | 1.0 |
| 1994–95 | Кубок УЄФА  | 1             | Швейцарія            | Арау            | 1–0   | 0–0      | 1–0          | 3.0 |
| 1994–95 | Кубок УЄФА  | 2             | Італія               | Ювентус         | 0–1   | 1–2      | 1–3          | 3.0 |
| 1998–99 | Кубок УЄФА  | 1             | Англія               | Лідс            | 1–0   | 0–1      | 1–1 (1–4 п)  | 2.0 |
| 2001–02 | Кубок УЄФА  | К             | Боснія і Герцеговина | Сараєво         | 1–0   | 1–0      | 2–0          | 4.0 |
| 2001–02 | Кубок УЄФА  | 1             | Англія               | Лідс            | 1–0   | 0–3      | 1–3          | 4.0 |
| 2004–05 | Кубок УЄФА  | 1             | Шотландія            | Рейнджерс       | 1–0   | 0–1      | 1–1 (2–4 п)  | 2.0 |
| 2008–09 | Кубок УЄФА  | 1             | Іспанія              | Валенсія        | 0–1   | 1–2      | 1–3          | 0.0 |
| 2010–11 | Ліга Європи | 2К            | Ірландія             | Спортінг Фінгал | 3–2   | 3–2      | 6–4          | 4.0 |
| 2010–11 | Ліга Європи | 3К            | Уельс                | Бангор Сіті     | 8–2   | 2–1      | 10–3         | 4.0 |
| 2010–11 | Ліга Європи | Плей-оф       | Білорусь             | БАТЕ            | 1–2   | 0–3      | 1–5          | 4.0 |
| 2012–13 | Ліга Європи | 3К            | Греція               | Астерас         | 0–0   | 1–1      | 1–1 (г)      | 8.0 |
| 2012–13 | Ліга Європи | Плей-оф       | Грузія               | Діла            | 1–0   | 2–0      | 3–0          | 8.0 |
| 2012–13 | Ліга Європи | Груповий етап | Франція              | Бордо           | 1–1   | 0–1      | 3-є          | 8.0 |
| 2012–13 | Ліга Європи | Груповий етап | Англія               | Ньюкасл         | 0–0   | 1–1      | 3-є          | 8.0 |
| 2012–13 | Ліга Європи | Груповий етап | Бельгія              | Брюгге          | 2–1   | 0–2      | 3-є          | 8.0 |
| 2017–18 | Ліга Європи | 3К            | Болгарія             | Ботев Пловдив   | 2–0   | 0–0      | 2–0          | 2.0 |
| 2017–18 | Ліга Європи | Плей-оф       | Україна              | Динамо Київ     | 0–0   | 1–3      | 1–3          | 2.0 |

- К = Кваліфікаційний раунд
- КУ = Коефіцієнт УЄФА

## Склад команди
Станом на 21 липня 2017. 

| №  | Поз. | Нац.       | Гравець         |
| -- | ---- | ---------- | --------------- |
| 1  | ВР   | Іран       | Амір Абедзаде   |
| 2  | ЗХ   | Португалія | Педру Коронаш   |
| 4  | ЗХ   | Бразилія   | Пабло Ренан     |
| 5  | ЗХ   | Мозамбік   | Зайнадін Жуніор |
| 6  | ПЗ   | Туреччина  | Ердем Шен       |
| 7  | НП   | Бразилія   | Ібсон           |
| 8  | НП   | Гвінея     | Альхассан Кейта |
| 9  | НП   | Бразилія   | Родріго Пінью   |
| 10 | ПЗ   | Вірменія   | Геворг Казарян  |
| 11 | ПЗ   | Бразилія   | Ебер Бесса      |
| 12 | НП   | Португалія | Едгар Кошта     |
| 14 | ЗХ   | Португалія | Луїш Мартінш    |
| 15 | ПЗ   | Бразилія   | Жан Клебер      |

| №  | Поз. | Нац.         | Гравець         |
| -- | ---- | ------------ | --------------- |
| 17 | НП   | Швеція       | Віктор Лундберг |
| 20 | ПЗ   | Бразилія     | Фабрісіо Баяно  |
| 21 | ПЗ   | Португалія   | Жуан Гамбоа     |
| 23 | ЗХ   | Бразилія     | Бебето          |
| 24 | ЗХ   | Португалія   | Діні Боржес     |
| 25 | ПЗ   | Мозамбік     | Жилду           |
| 27 | ВР   | Бразилія     | Рафаел Броетто  |
| 30 | НП   | Гвінея-Бісау | Пікеті          |
| 33 | НП   | Португалія   | Рікарду Валенте |
| 45 | ЗХ   | Португалія   | Фабіу Шина      |
| 66 | ПЗ   | Португалія   | Фабіу Пашеку    |
| 93 | НП   | Бразилія     | Евертон         |
| 94 | ВР   | Бразилія     | Шарлес          |

## Інші види спорту
Як і у багатьох інших португальських клубів, у «Марітіму» є підрозділи, які займаються іншими видами спорту, крім футболу. Найбільших успіхів клуб досяг у волейболі, також в системі «Марітіму» є гандбольна, футзальна та жіноча баскетбольна команди. Крім цього, у сферу спортивної діяльності клубу входять легка атлетика, фігурне катання, карате, Рибальський спорт, картинг, ралі, художня гімнастика, регбі, хокей на роликових ковзанах і плавання.